# Crataegus brainerdii
Crataegus brainerdii — вид квіткових рослин із родини трояндових (Rosaceae).

## Біоморфологічна характеристика
Це кущ або дерево 4–5 метрів заввишки. Нові гілочки зелені, голі, 1–2-річні блискучі, темно-коричневі, старші темно-сірі; колючки на гілочках 1-річного віку дуже темні, блискучі, міцні, 3–4.5 см. Листки: ніжки листків 40% від довжини пластини, голі, залозисті; листові пластини від яйцеподібних до вузько-яйцеподібних, 4–7 см, основа від клиноподібної до округлої, частки по 3 або 4 на кожній стороні, краї пилчасті, зубці численні, гострі, тонкі, верхівка гостра, абаксіальна поверхня гола, за винятком пучків у пазухах жилок, адаксіальна — гола. Суцвіття 7–12-квіткові. Квітки 15–18 мм у діаметрі; гіпантій голий; чашолистки вузько-трикутні, краї залозисто-пилчасті; тичинок 20, пиляки від рожевого до червоного забарвлення. Яблука червонуваті, ± довгасто-кулясті, 8–9 мм у діаметрі, голі; чашолистки ± сидячі. Період цвітіння: травень і червень; період плодоношення: вересень і жовтень.
Цей вид за формою листя схожий на C. scabrida var. scabrida, але різниться кількістю тичинок.

## Середовище проживання
Зростає на північному сході США (Коннектикут, Массачусетс, Мен, Мічиган, Північна Кароліна, Нью-Гемпшир, Нью-Йорк, Огайо, Пенсильванія, Вірджинія, Вермонт) й на південному сході Канади (Нью-Брансвік, Нова Шотландія, Онтаріо, Квебек).
Населяє сукцесійні поля, хмизняки; на висотах 10–300 метрів.